# Cornufer custos
Cornufer custos es una especie de anfibios de la familia Ceratobatrachidae.

## Distribución geográfica
Es endémica de la isla Manus, en las islas del Almirantazgo (Papúa Nueva Guinea). 

## Estado de conservación
Se encuentra amenazada por la pérdida de su hábitat natural.